# 5507-es mellékút (Magyarország)
Az 5507-os mellékút egy bő 5 kilométeres hosszúságú, négy számjegyű mellékút Bács-Kiskun vármegye déli részén; Bácsszőlős egyetlen közúti megközelítési útvonala a legközelebbi város, a nyugati szomszédjában fekvő Bácsalmás, valamint a keleti szomszédságában elterülő Csikéria, és az 53-as főút felől is.

## Nyomvonala
Csikéria legészakibb fekvésű házai között indul, az 5501-es útból kiágazva, annak a 21+200-as kilométerszelvényénél, délnyugati irányban; északi oldala az első métereitől Bácsszőlős területére esik. Mintegy 300 méteren át e két település határát követi, majd kicsit nyugatabbi irányt vesz, ami által teljesen bácsszőlősi területre lép.
A község határai közt többször változtatja irányát, és nagyjából 3,3 kilométer megtételét követően éri el Bácsszőlős belterületét. A lakott terület déli szélén húzódik végig, települési neve – úgy tűnik – nincs is. Még bőven a negyedik kilométere előtt jár, amikor újból külterületek között folytatódik, és így is ér véget, visszatorkollva az 5501-es útba, annak a 30+850-es kilométerszelvénye közelében, Bácsszőlős és Bácsalmás határán. Egyenes folytatása a Kunbaja központjába vezető 55 107-es számú mellékút.
Teljes hossza, az országos közutak térképes nyilvántartását szolgáló kira.gov.hu adatbázisa szerint 5,386 kilométer.

## Települések az út mentén
- (Csikéria)
- Bácsszőlős
- (Bácsalmás)